# 테리툰스의 단편 애니메이션 목록
다음은 테리툰스가 제작한 단편 애니메이션 목록이다.

## ㄱ
- 개 쇼
- 개미들의 저장소
- 괴짜 왕
- 간디 구스

## ㄴ
- 날아다니는 물고기
- 농가 마당 육군 여자 보조부대
- 늑대의 용서[1]

## ㄷ
- 딘키 덕

## ㅁ
- 마법 구두
- 마이티 마우스
- 마이티 마우스와 늑대

## ㅅ
- 사자와 쥐
- 삶기 어려운 달걀
- 새 타워

## ㅇ
- 우는 늑대

## ㅈ
- 전형적인 도시인
- 쥐의 거울
- 지킬박사와 고양이 하이드

## ㅊ
- 첫 번째 로빈
- 첫 번째 쇼
- 치킨 리틀

## ㅋ
- 콩줄 잭

## ㅎ
- 헤컬 앤 제이컬